# Karol Oskar Bernadotte

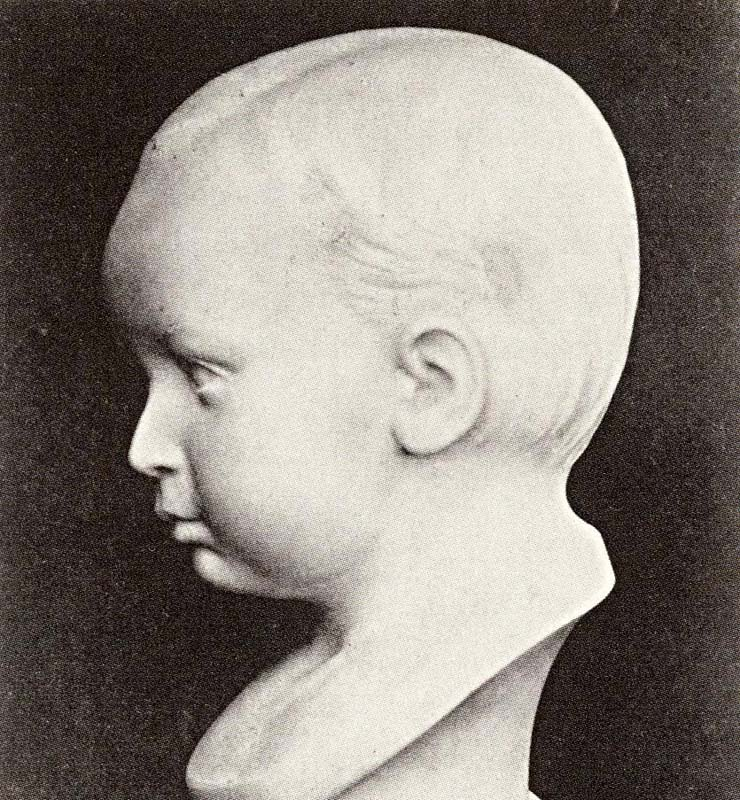
Popiersie Karola Oskara

Karol Oskar Bernadotte, właśc. Karol Oskar Wilhelm Fryderyk, (ur. 14 grudnia 1852 w Sztokholmie, 13 marca 1854 tamże) – książę szwedzki i duński z dynastii Bernadotte.

## Życiorys
Urodził się na Zamku Królewskim w Sztokholmie w 1852 roku jako syn Karola XV Bernadotte, następcy tronu Szwecji i Norwegii oraz jego żony Ludwiki Orańskiej. Po narodzinach Karol Oskar otrzymał od ojca tytuł księcia Sudermanii.
W lutym 1854 roku młody książę cierpiał z powodu odry, na którą lekarze zaradzili, aby brał zimne kąpiele. Doprowadziły one w efekcie do zapalenia płuc na które Karol Oskar niedługo potem zmarł. Został pochowany w kościele Riddarholmen. 